# Praterie alofile dell'Etosha Pan
Le praterie alofile dell'Etosha Pan sono una ecoregione africana (codice ecoregione: AT0902) che si sviluppa nella parte settentrionale della Namibia.

## Territorio
L'Etosha Pan è una depressione salina di 5.000 km² (circa 130 km di lunghezza e 50 km di larghezza nel punto più ampio). Si ritiene che fino a circa 12 milioni di anni fa, nel Pleistocene, quest'area fosse un lago poco profondo, alimentato dal fiume Cunene; in seguito il Cunene mutò il proprio corso, e la zona si trasformò in un semi-deserto. Durante la stagione secca il suolo salino, screpolato dal sole, assume il colore bianco intenso da cui deriva il nome "Etosha", che nella lingua oshivambo (parlata dall'etnia ovambo che popola la regione), significa "grande luogo bianco". Durante la stagione delle piogge, la depressione viene talvolta inondata dai fiumi Ekuma, Oshigambo e Omuramba Ovambo, trasformandosi in un poco profondo lago salato.

## Flora

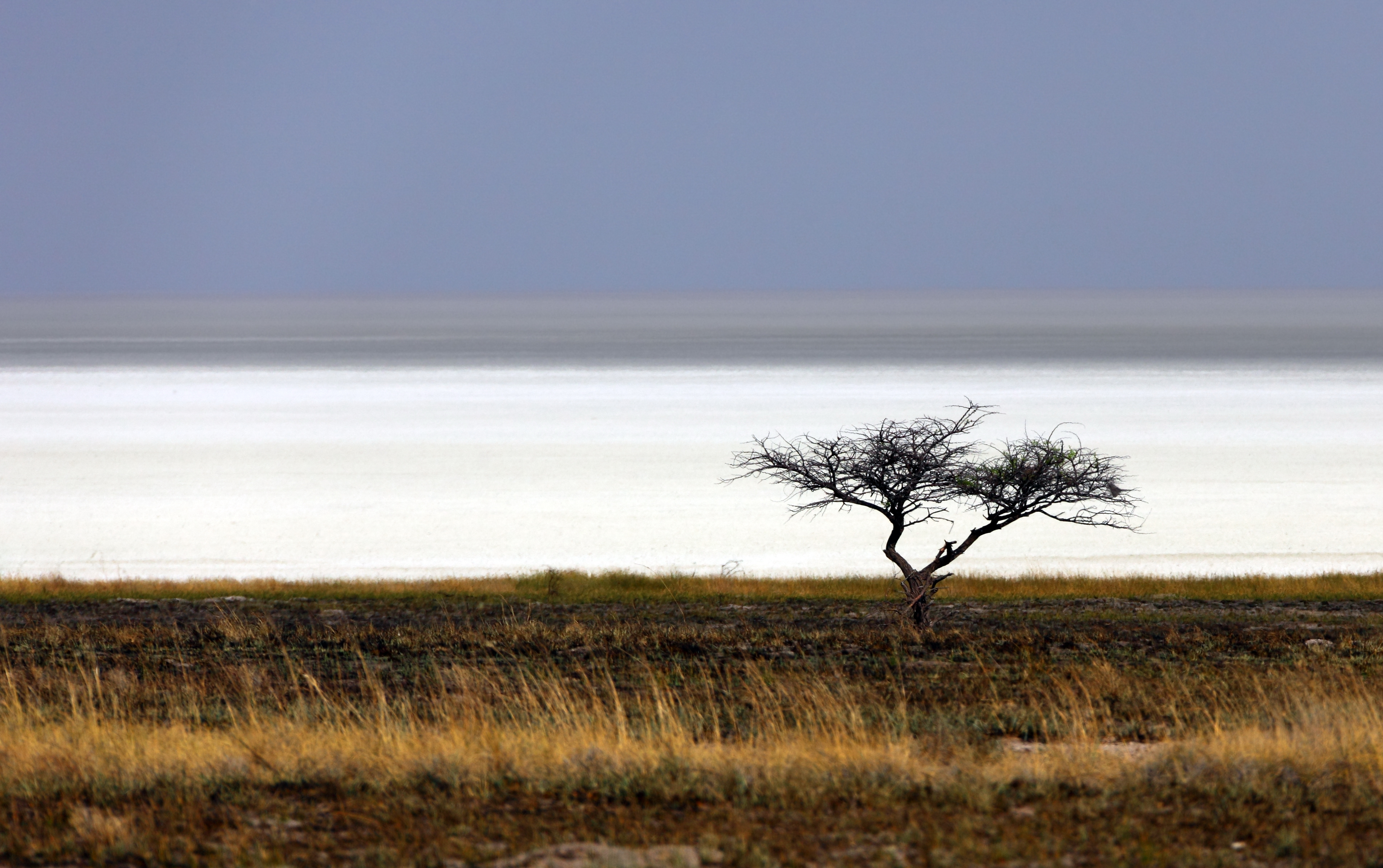
Paesaggio tipico della regione

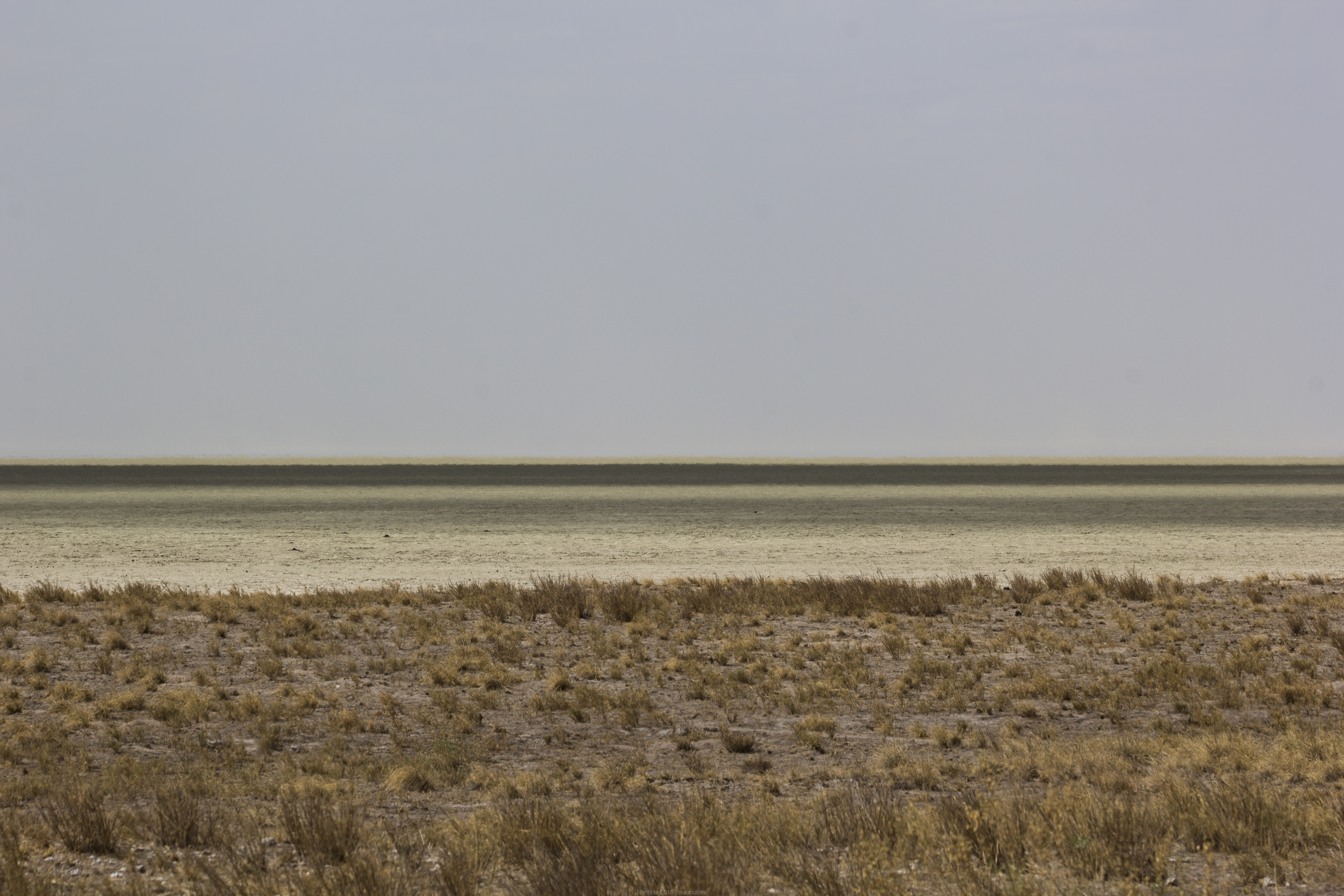
Etosha, Pan area

L'area del Pan è quasi completamente priva di vegetazione, con l'eccezione di alcune specie erbacee adatte alla salinità, la più comune delle quali è Sporobolus salsus, graminacea alofita ricca di proteine, gradita a zebre ed antilopi durante la stagione secca.
Il pan è circondato da una bordura di vegetazione alofila composta quasi esclusivamente da tre specie: Suaeda articulata, Sporobolus spicatus e Odyssea paucinervis. Queste ultime sono due specie erbacee che proliferano in successione ciclica, rimpiazzandosi vicendevolmente:  nelle fasi di secca, in cui il suolo è ricoperto da una crosta salina, la superficie è colonizzata da S. spicatus; quando il pan è inondato, la crosta di sale si dissolve e O. paucinervis prende il sopravvento.

## Fauna
Le estreme condizioni climatiche del pan lo rendono un ambiente sfavorevole alla maggior parte delle forme di vita.
L'unico animale di una certa dimensione che frequenta il pan nella stagione secca è lo struzzo (Struthio camelus), che nidifica proprio in quest'area dove le uova sono al riparo da ogni predatore.
Esiste anche un rettile endemico dell'ecoregione, l'agama di Etosha (Agama etoshae), che popola le aree di prateria alofila, nutrendosi di coleotteri e termiti.
Per il resto la fauna dominante è costituita principalmente da piccoli crostacei, adattati alla sopravvivenza in ambienti prolungatamente aridi: le loro uova sono resistenti, anche per lunghi periodi, all'essiccamento e alcune specie, non appena entrate in contatto con l'acqua, sono in grado di completare il loro ciclo vitale, dalla schiusa delle uova alla riproduzione, in sole 24 ore.
Nelle fasi di inondazione il deserto salino si trasforma in un lago salato poco profondo in cui si radunano stormi numerosi di pellicani (Pelecanus onocrotalus), fenicotteri rossi (Phoenicopterus ruber) e fenicotteri minori (Phoeniconaias minor).

## Conservazione
L'intera ecoregione ricade all'interno del Parco nazionale d'Etosha. Il sito è inserito tra le zone umide tutelate dalla Convenzione di Ramsar.